# クリス・ハードウィック
クリス・ハードウィック（Chris Hardwick,  1971年11月23日 - ）は、アメリカ合衆国の俳優・コメディアンである。

## 来歴
1971年、ケンタッキー州ルイビルに生まれる。父親はプロボウラーとして活躍したビリー・ハードウィックでイタリア系の家系。その後、テネシー州で育ち、地元の高校へ入学してからコロラド州の高校へ転校し、高校卒業後はカリフォルニア大学ロサンゼルス校へ進学した。大学卒業後の90年代はロサンゼルスを拠点とするラジオ局のDJとしてキャリアをスタート。コメディアンとしての才能も開花させ、UPN製作のシットコムなどへも出演している。それからはテレビドラマやインディーズ映画などへの出演を続けてキャリアを重ね、2003年にロブ・ゾンビが監督した『マーダー・ライド・ショー』への出演あたりから徐々に活動を活発化させ、役者としたの地位を築き上げた。
2000年代に入ってからはコメディアンとしての才能を更に発揮させるためにスタンダップ・コメディアンとしてステージに立つこともあるほか、ケーブルチャンネルのコメディ・セントラルなどへも出演している。。テレビアニメの分野では声優としても活躍しており、現在もテレビや映画なども含めた様々な媒体で活躍を続けている。

## 出演作品

### 映画
- Courting Courtney (1997)
- Beach House (1998)
- アート・ハウス Art House (1998)
- Jane White Is Sick & Twisted (2002)
- マーダー・ライド・ショー House of 1000 Corpses (2003)
- ターミネーター3 Terminator 3: Rise of the Machines (2003)
- Spectres (2004)
- ジョンソン一家のババババケーション Johnson Family Vacation (2004)
- The Life Coach (2005)
- The Mother of Invention (2009)
- ハロウィンII Halloween II (2009)
- レゴ: アドベンチャーズ・オブ・クラッチ・パワーズ Lego: The Adventures of Clutch Powers (2010)
- ものすごくうるさくて、ありえないほど近い Extremely Loud & Incredibly Close (2011)

### テレビドラマ
- ナイスサーティーズ thirtysomething (1991)
- Married with Children (1996)
- Guys Like Us (1998, 1999)
- Battle of the Sitcoms (2000)
- Zoey 101 (2005)
- CSI:科学捜査班 CSI: Crime Scene Investigation (2006)
- Outlands (2013)
- The Real Housewives of Horror (2014)

### テレビアニメ
- Cartoon Sushi (1998)
- The Zeta Project (2001)
- The X's (2005, 2006)
- バットマン The Batman (2007, 2008)
- バーンヤード Back at the Barnyard (2007 - 2011)
- アバター 伝説の少年アン The Legend of Korra (2012)
- スクービー・ドゥー Scooby-Doo! Mystery Incorporated (2011, 2012)
- Sanjay and Craig (2013 - 2014)

### テレビゲーム
- Tales from the Borderlands: A Telltale Games Series (2014)